# Xã Fulton, Quận Whiteside, Illinois
Xã Fulton (tiếng Anh: Fulton Township) là một xã thuộc quận Whiteside, tiểu bang Illinois, Hoa Kỳ. Năm 2010, dân số của xã này là 4.251 người.